# خوان دي لا ثييرفا
خوان دي لا ثييرفا إي كودورنيو (بالإسبانية: Juan de la Cierva y Codorníu، ولد في 21 سبتمبر 1895، مرسية، إسبانيا - توفي في 9 ديسمبر 1936، كرويدون، المملكة المتحدة) كان مهندس ورائد طيران إسباني.

## حياته
ولد خوان دي لا ثييرفا لأب كان محامي ورئيس بلدية مرسية، ووزير حرب في الجمهورية الإسبانية الثانية. تزوج عام 1918 مع ماريا لويسا غوميز أسيبو ورزقا بستة أطفال. بدأ خوان في سن السادسة عشر تجربته مع تصميم الطائرات. في عام 1910 بدأ خوان مع أصدقائه خوسيه بارسالا، وبابلو دياز في بناء الطائرات، وأسسوا مع بعضهم شركة بي.سي.دي (بارسالا، سيرفا، دياز) في مدريد.
توفي في 9 ديسمبر 1936 في سن ال 41 في حادثة تحطم طائرته في كرويدون أثناء توجهه لأمستردام.

## اختراعاته

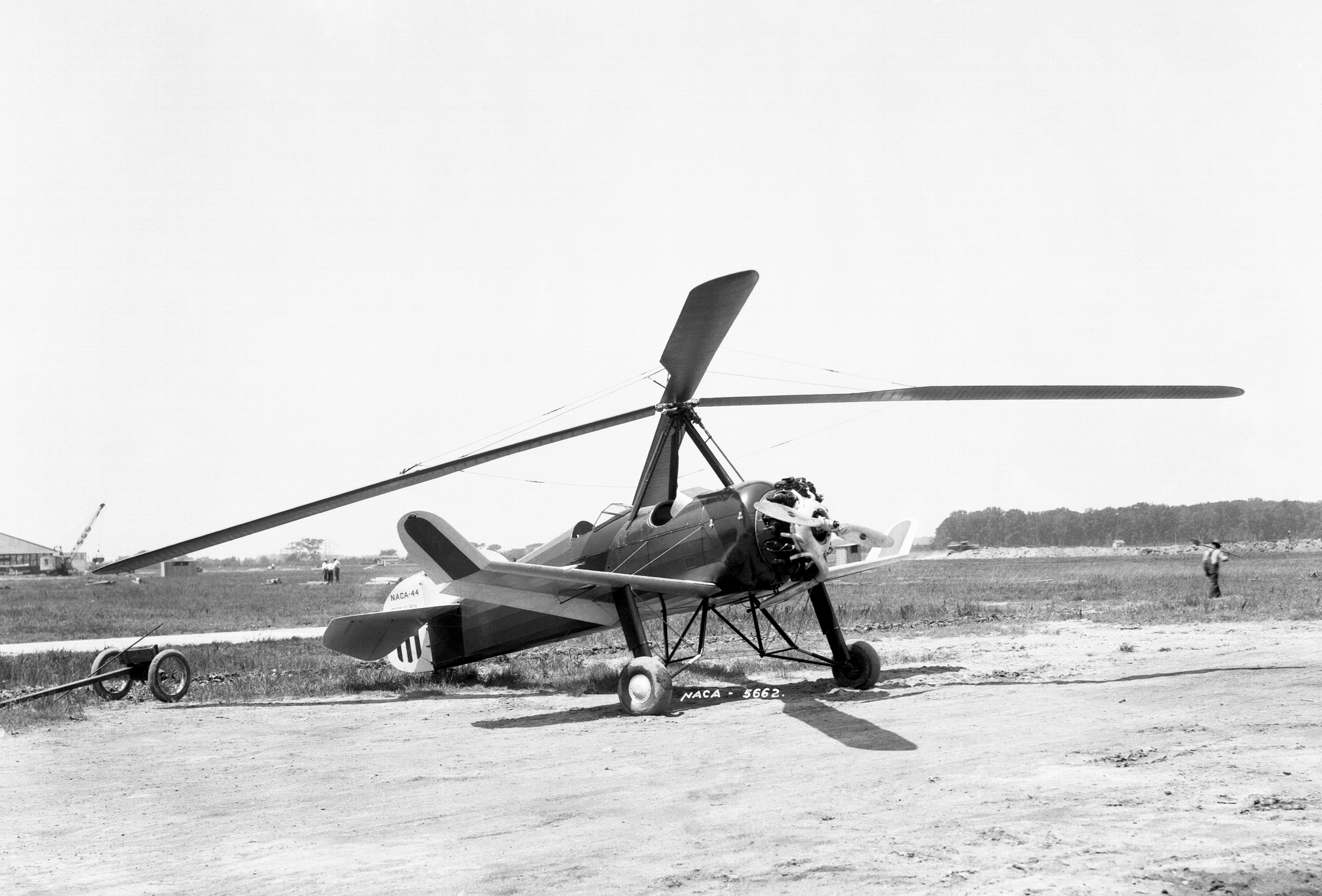
أوتوجايرو

أوتوجايرو (بالإسبانية: Autogiro)‏ هي نوع من طائرات دوار تم إقلاعها بنجاح في 9 يناير عام 1923 في حقل طيران كواترو فينتوس (Cuatro Vientos Airfield) في مدريد. وهي تستخدم دوار كالمروحية لتؤمن الإقلاع تقوم الأوتوجايرو باستخدام قوى ديناميكا هوائية لتدير الدور عن طريق دوران ذاتي، ويقوم محرك بتشغيل مروحة لتؤمن الدفع الأمامي للأوتوجايرو.

## الجائزة الوطنية للبحوث العلمية
منذ عام 2001 تمنح وزارة التعليم والعلوم في إسبانيا على الجائزة الوطنية خوان دي لا ثييرفا للبحوث العلمية. والتي تهدف إلى تشجيع البحث العلمي والارتقاء بالإنتاج الإبداعي ودعم جهود الباحثين والمبدعين في مجالات العلمية، ولدعم البنية التحتية للمؤسسات العلمية الوطنية المختصة بالأبحاث.
وبالإضافة إلى جائزة البحوث الوطنية التي تحمل اسمه، بدأت وزارة التعليم والعلوم في إسبانيا في عام 2004 برنامج دوكتوراه خوان دي لا ثييرفا، التي من خلالها يقوم المئات من الباحثين الإسبان والأجانب تطوير قدراتهم العلمية.

## روابط خارجية
- خوان دي لا ثييرفا على موقع الموسوعة البريطانية (الإنجليزية)